# Kitérő

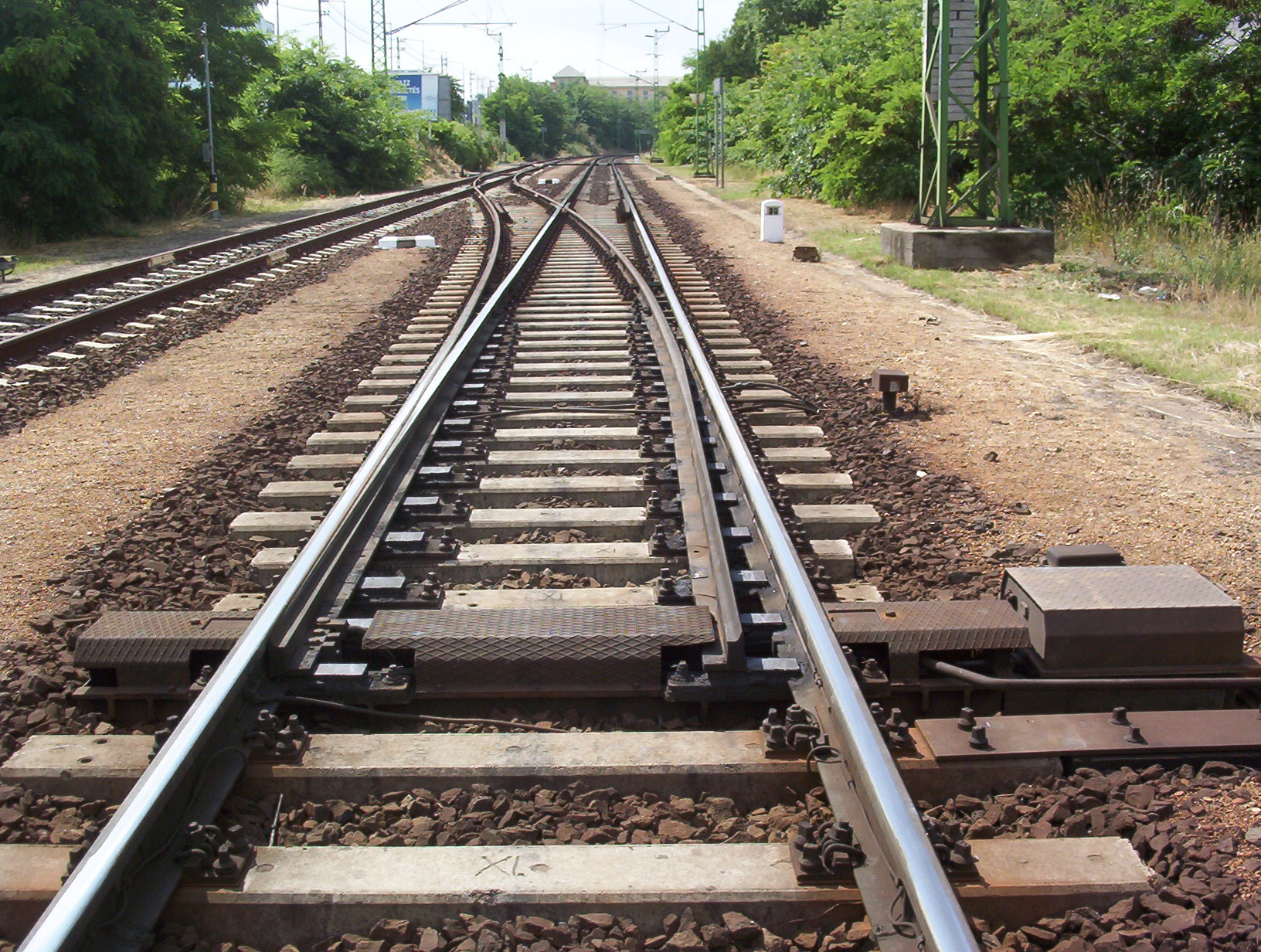
Egyenes irányban álló egyszerű kitérő

A kitérő (a köznyelvben váltó) olyan szerkezet, ami a kényszerpályán haladó vasúti járműveknek lehetővé teszi az eredeti irányhoz képest eltérő irányba történő letérést. A kitérő mozgó járművek esetében alkalmazható, álló járműveket a tolópad és a fordítókorong képes eltéríteni.
Kitérők alkalmazásával kapcsolják össze az üzemi követelményeknek megfelelően az állomás, vagy ipartelep vágányait. A kitérők és az általuk összekötött vágányok képezik az állomási, vagy ipartelepi vágányhálózatot.
A váltó szó a vasúti szaknyelvben csak a kitérő egy részét jelöli, míg a köznyelv az egész kitérőt is így nevezi.

## A kitérők fő részei

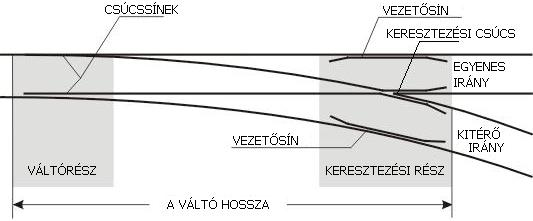
A kitérő részei

Kitérő átállítása

### Váltórész
A váltórészben található a két külső, folytatólagosan és szilárdan lekötött tősín, és ezek között állítható a két mozgatható csúcssín. A csúcssíneket egy vagy több csúcssínösszekötő rúd köti össze. A váltórész alkatrészei még a tősíneket és csúcssíneket alátámasztó sínszékek, a zárt csúcssínt a tősínhez támasztó támtuskók, valamint itt található a csúcssíneket mozgató váltóállító szerkezet is.
A váltó, a csúcssín kialakítását tekintve kétféle lehet: rugalmas vagy forgócsapos (gyökcsapos) váltó.
A rugalmas váltó csúcssínjei szoros hevederes illesztéssel vagy hegesztve csatlakoznak a közbenső rész csatlakozó sínszálaihoz. A közbenső rész felőli végükön néhány aljra szoros sínkötésekkel le vannak erősítve. A csúcssín többi, hosszabbik részei oldalirányban elmozdíthatóak az aljakon fekvő, sima felületű sínszékeken. A csúcssín az egyik állásból a másikba a sínanyag rugalmasságának segítségével, külön mozgó, kopó alkatrészek nélkül állítható át. Az állítás könnyítésére a csúcssín végén egy szakaszon, a talprészén meggyengítik, így az könnyebben hajlik. A rugalmas váltó korszerű megoldásnak számít, Magyarországon már csak ilyen kialakítású csúcssíneket építenek be a normál nyomtávolságú pályákba.
A forgócsapos váltóknál az átállítás a csúcssín elforgásával történik, amit a csúcssín közbenső rész felőli végén lévő gyökkötés forgócsapja tesz lehetővé. A forgócsapos váltókban a csúcssínek rövidebbek, az átállítás ugyan könnyebb, de nagy hátránya, hogy a csúcssín végén lévő forgócsap gyorsan elhasználódik, kopik, így fenntartásuk költségesebb. Ma már zömében csak keskeny nyomtávolságú vasutaknál, illetve régebbi kiépítésű pályákon találhatóak ilyen váltók.
A csúcssíneket a váltóállító szerkezet rudazatok segítségével állítja át. Az átállítás során az egyik csúcssínt felnyitja, egyúttal a másikat (ami eddig nyitva volt) a mellette található tősínhez szorítja és ebben az állapotban rögzíti.
Ha a váltó működésében meghibásodás jön létre vagy külső okok miatt (csúcssín és tősín közé idegen anyag kerül) a váltót nem lehet teljes egészében átállítani, akkor feles állás jön létre. Csúccsal szemben való közlekedésnél a feles állású csúcssín siklást okozhat. Gyök felőli haladásnál a vasúti kocsi kerékpárja a feles állású csúcssínt átállítja, az esetleg ellenkező irányban álló váltót felvágja, ami a váltó rongálódását okozhatja.
A csúcssín a tősíntől való megnyílásának, vagyis a feles állás megakadályozására különféle biztonsági megoldások, zárszerkezetek (kampózár, zárnyelv, Spherolock) szolgálnak, amelyek biztosítják, hogy egyenes irányban a kitérőkön is pályasebességgel lehessen közlekedni.
A váltó lehet központi vagy helyszíni állítású. A központi állítású váltók állítása történhet elektromosan vagy vonóvezeték segítségével.

### Közbenső rész
A közbenső rész a váltó legegyszerűbb része, négy darab közönséges pályasínből áll.
Technikai okokból, elsősorban a szerkezetek egyszerűsítése miatt a hazai kitérőkben nincs síndőlés, tehát a síneket függőlegesen építik be.
Mivel a négy sínszál a közbenső részben azonos aljakra vannak lekötve, nincs az íves részben túlemelés sem. Kivételt képeznek ez alól az ívesített lekötésű kitérők.

### Keresztezési rész
A keresztezési részben, pontosabban a keresztezési középrészben a két sínszál metszi egymást, ezért itt mindkét irányban lehetővé kell tenni a nyomkarimák áthaladását. Emellett biztosítani kell az áthaladó kerék alátámasztását és vezetését.
A feladatot a keresztezési csúcs és a mellé meghatározott nyomcsatorna-szélességgel elhelyezett két könyöksín látja el. A könyöksín átengedi a nyomkarimát és hordja a széles járófelületű kerekeket. Mivel a könyöksíneknél a kerék tekintélyes hosszban nem kap vezetést, a keresztezési rész külső sínszálai mellett vezetősíneket alkalmaznak. A vasúti kerékpár egyik kerekének belső lapja a vezetősínhez súrlódva a másik kereket a csúcstól elhúzza, ennek hiányában a vezetés nélkül maradt kerék nyomkarimája rossz irányba térne, vagy szétverné a keresztezés csúcsát.

## A kitérők típusai

Egyszerű kitérő

Átszelési kitérő, vagy angol váltó

Félátszelési kitérő, vagy félangol váltó

Ellenkező görbületű íves kitérő

Azonos görbületű íves kitérő

Kétoldalú összefont kitérő

Egyoldalú összefont kitérő

A vasúti üzemben előforduló változatos mozgási feladatok és a helyi adottságok más-más kitérő-geometriai követelményeket követeltek, így többféle kitérőtípus bevezetése vált szükségessé.

### Egyszerű egyenes kitérő
A legtöbbet alkalmazott kitérőtípus. A főiránya egyenes, a kitérőirány köríve még a keresztezés előtt befejeződik, vagyis a keresztezésnél már egyenesen haladnak a vasúti járművek. Az ilyen kitérőben lévő keresztezési középrész alkatrészek a jobbos és a balos terelési irányú kitérőben felcserélhetők.

### Egyszerű átmenőköríves kitérő
Abban különbözik az egyszerű egyenes kitérőtől, hogy a kitérőirány íve a váltó elejétől a kitérő végéig egységes ív, általában körív (nagysugarú kitérőkben átmeneti íveket vagy kosáríveket is alkalmazhatnak). Az előbbiek alapján a keresztezés íves, tehát a jobbos és a balos terelési irányú kitérő keresztezési középrész alkatrészei nem tükör szimmetrikusak. A második legtöbbet alkalmazott kitérőtípus.

### Ellenkező görbületű egyenes kitérő
A kitérő ellenkező görbületű, mert a két ága az egyenes iránytól jobbra és balra terel. Egyben egyenes kitérő is, mert a keresztezés mindkét irány szempontjából egyenesbe esik. A kitérőtípust több párhuzamos vágány vágánykapcsolatánál használják. A harmadik legtöbbet alkalmazott kitérőtípus.

### Átszelési kitérő
Az átszelési kitérőt (vagy angolváltó) ritkábban alkalmazzák, jellemzően pályaudvarokon vagy rendező pályaudvarokon lehet találkozni velük. Az oldalanként 4-4, összesen 8 darab csúcssín, illetve a bonyolult és költséges fenntartású szerkezetek miatt az alkalmazását erőteljesen próbálják visszaszorítani. A meglévő vágányhálózat felújítása során azonban sokszor elkerülhetetlen az alkalmazása.
Az átszelési kitérő az átszelés és a kitérő egyesítése, a két, egymást kis szögben metsző vágány esetében biztosítja a metsződő vágányok közötti átmenetet mindkét irányból.
A félátszelési kitérő (vagy félangolváltó) csak az egyik irányból biztosítja ezt az átmenetet. Az átszelési kitérővel ellentétben a félátszelési kitérőnek összesen csak 4 darab csúcssínje van. Nagyvasútnál nagyon ritkán, elsősorban városi vasutaknál alkalmazzák.

### Íves kitérő
Az íves kitérőket az egyszerű átmenőköríves kitérőkből készítik utólagos hajlítással, ívesítéssel, mindkét águk az elejétől a végéig köríves. Az ilyen kitérőket ritkán alkalmazzák, legfőképp akkor, ha a fenti, szabványos kitérők beépítése a helyszínen nehézségekkel jár (például íves vágányok közé vágánykapcsolat beépítése, vagy beépítettség-, kisajátítási problémák esetén).
Megkülönböztetünk ellenkező görbületű és azonos görbületű íves kitérőket. Az ellenkező görbületű íves kitérőnél, az Y betűhöz hasonlóan, a két ív egymással ellentétes irányú. Az azonos görbületűnél a mindkét ág azonos irányba térít.
A szimmetrikus kitérő az ellenkező görbületű íves váltó speciális esete, mindkét irányban az eltérés azonos ívsugárral és hajlással történik, tehát a két ág szimmetrikus. Elsősorban rendező pályaudvarok nyalábos líráiban fordul elő.

### Összefont kitérő
Az összefont kitérőket (vagy eltolt kettős kitérőket) csak helyszűke esetén alkalmazzák. Két kitérő egymásba építésével a szerkezetben négy csúcssín és három íves keresztezés található. Ha a két váltó ellenkező irányba térít, akkor kétoldalú összefont váltóról, ha azonos irányba, akkor egyoldalú összefont váltóról beszélünk. Elsősorban városi vasutak motorszíneiben alkalmazzák, elvétve használják ipartelepeken is.

### Tolósínes kitérő
Az tolósínes kitérőben (vagy cigányváltóban) egyetlen sín áthelyezésével lehet váltani a fő- és mellékirány között. Mivel a pontos nyomtávtartás, illetve a megfelelő körív illesztése nem lehetséges, csak kis sebességű, keskeny nyomtávolságú ipari vasutaknál alkalmazzák.

## A kitérő főbb jellemzői
A kitérő legfontosabb adata a kitérő sugara és hajlása, valamint az alj típusa, a sínrendszer, valamint a kitérő típusa.

### A kitérő sugara
A kitérő sugara mindig a vágánytengelyre vonatkozik. Régebbi kitérőknél előfordult, hogy a kitérő sugara a váltórésznél nagyobb volt, mint a közbenső résznél, a napjainkban Magyarországon elterjedt kitérőknél azonban ennek a két résznek a sugara azonos.
Normál nyomtávolságú pályák esetén a szokásos, közönséges kitérősugár R = 200 m körüli érték. A legkisebb kitérősugár R = 190 m, ennél kisebb sugarú kitérőket állomásokon csak különleges esetekben, inkább iparvágányokon, vagy még inkább ipartelepek belső hálózatain használnak. Az állomások bejárati kitérőjének sugara R = 300 m, ennél nagyobb, akár jóval nagyobb sugarú kitérőket olyan helyen építenek be, ahol nagyobb a sebességi igény kitérőirányban is.
A jármű mozgása során létrejövő centrifugális oldalgyorsulás értéke szabja meg a váltók eltérítőágában alkalmazható sebességet. Ez az oldalgyorsulás itt a túlemelés hiánya miatt teljes mértékben érvényre jut. A megengedett oldalgyorsulási érték azonos a folyópálya csökkentett túlemelése esetén megengedett szabad oldalgyorsulással:
Pe = 0,6 m/s²
A kitérőben R sugár mellett megengedhető v sebesség (km/h) értéke:
{\displaystyle {v_{max}}={\sqrt {0,6\cdot 13R}}={2,8}{\sqrt {R}}}
Ezek szerint egy 200 méteres sugarú kitérőnél a legnagyobb sebesség vmax = 2,8 · 14,2 ≈ 40 km/h lehet.

### A kitérő hajlása
A kitérők hajlása a vágánykapcsolatok tervezésénél bír jelentős fontossággal.
A hajlás alatt a kitérő két ágának tengelye között a váltó végénél mért végérintőszög tangensét értjük, amely vagy tört, vagy arány alakban van kifejezve. A kitérők szabványos hajlása 1:9, tört alakban a vágánykapcsolások grafikus tervezésénél használják, leegyszerűsítve a szerkesztést. Szög alakban ennek a hajlásnak a tangensét szokták megadni, azaz 1/9 = tg 6°20'25". Az ennél a szögnél nagyobb végérintőszögű kitérőket meredek hajlásúaknak, a kisebbeket pedig lapos hajlású kitérőknek nevezik.

### A kitérő rendszere
| B                                                     | 54                                     | X | III                                | - | 312                                                     | -                                            | 1:9                                                     | eg                                                                                                   |  |
| ----------------------------------------------------- | -------------------------------------- | - | ---------------------------------- | - | ------------------------------------------------------- | -------------------------------------------- | ------------------------------------------------------- | --- |  |
|                                                       |                                        |   |                                    |   |                                                         |                                              |                                                         | |  |
| az "eg" utótag jelzi, ha a kitérő ellenkező görbületű |                                        |   |                                    |   |                                                         |                                              |                                                         | |  |
|                                                       | az arányszám a kitérő hajlását mutatja |   |                                    |   |                                                         |                                              |                                                         | |  |
|                                                       |                                        |   | a kitérő sugara méterben kifejezve |   |                                                         |                                              |                                                         | |  |
|                                                       |                                        |   |                                    |   | a római 3 jelzi, hogy a kitérő a líra harmadik kitérője |                                              |                                                         | |  |
|                                                       |                                        |   |                                    |   |                                                         | a római 10 jelenti, hogy rugalmas a csúcssín |                                                         | |  |
|                                                       |                                        |   |                                    |   |                                                         |                                              | a szám mutatja, hogy a kitérő mely sínrendszerből épült | |  |
|                                                       |                                        |   |                                    |   |                                                         |                                              |                                                         | a "B" jelzi, hogy a kitérőaljak vasbetonból készültek, a faaljas kitérőket külön betűvel nem jelölik |  |

A kitérő szabályosan leírt megnevezése (röviden a kitérő rendszere) tartalmazza a legfontosabb jellemzőket. Feltüntetik a sínrendszert, a kitérő, illetve a váltó típusát, a kitérő sugarát és hajlását.
A sínrendszer melletti indexben a leggyakoribb kitérők a lírában elfoglalt helyük sorrendjében, egytől háromig vannak számozva. A négyes az átszelési kitérő indexe, az ennél nagyobb számok pedig a speciális, meredek hajlású kitérőkhöz vannak rendelve. A nagy sugarú, lapos hajlású kitérők esetén az index is a sugarat jelöli (immáron arab számmal).

## A kitérő alkatrészei

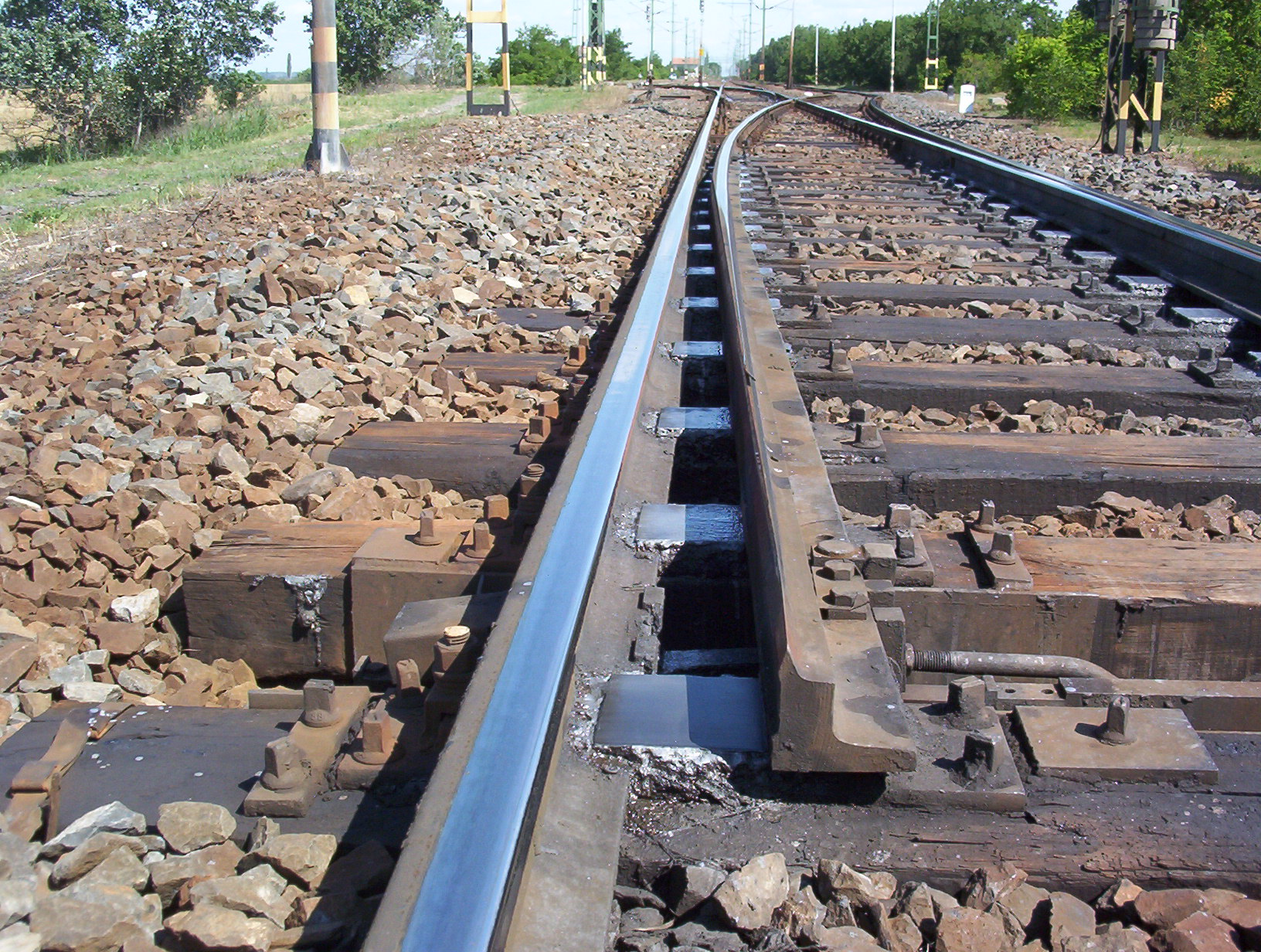
Alacsony csúcssínes, 54_{XI} rendszerű kitérő

### Tősín
A tősíneket normál pályasínekből készítik, azon a szakaszon, ahol a csúcssín hozzásimul, a fejrészét megmunkálják. Ha a csúcssín magassága közel azonos a tősínével, akkor a tősín talpát is szükséges megmunkálni. A tősín talpának ilyen módon történő gyengítése rendkívül hátrányos, mivel tekintélyes oldalirányú erőt kell felvennie, ezért napjainkban úgynevezett alacsony csúcssíneket alkalmazzák. Az alacsony csúcssín alkalmazása esetén a tősín a vágánytengely felől is le van szorítva.

### Csúcssín
A kitérő egyik legjobban igénybevett alkatrésze a csúcssín, a vasúti jármű kerekének oldalirányú eltérítésénél jelentős igénybevételek keletkeznek. Ezért a vasutak többsége külön csúcssínszelvényt alkalmaz, amelynek gerince jóval vastagabb, mint a normál pályasíné.
A csúcssín elejét, ahol a tősínhez simul, meghatározott hosszban megmunkálják. A kétharmad részénél pedig megtörik, hogy a gerincrész a megmunkálás során megmaradjon. A felületét hőkezelő eljárással megedzik, mivel erős koptatóhatásnak van kitéve.
Rugalmas csúcssín esetén a csúcssín-profil végéhez normál pályasínt hegesztenek, amely majd kapcsolódik a kitérő közbenső részéhez. A pályasín-profil talpát megmunkálva, gyengítéssel teszik lehetővé a csúcssín rugalmas behajlását.

### Sínszék
A tősínek alátámasztására és az aljhoz történő leerősítésre szolgálnak a sínszékek. Az alacsony csúcssín és a tősín közötti magasságkülönbséget különlegesen kialakított sínszék egyenlíti ki. A csúcssíneket ugyancsak a sínszékek támasztják alá, sima felső felületükön teszik lehetővé azok oldalirányú mozgását az átállítás során.

### Támtuskó
A tősínre felszerelt támtuskók támasztják meg a zárt csúcssínt, így megakadályozva, hogy a vasúti jármű nyomkarimája a csúcssín középső részét benyomva, az eleje eltávolodjon, illetve megnyíljon a tősíntől.

### Keresztezési középrész
A keresztezési csúcs és a könyöksínből álló keresztezési középrészt háromféleképpen lehet kialakítani.

#### Csúcsbetétes keresztezés
A keresztezési csúcs egy tuskószerű nyúlványokkal ellátott, önálló acélöntvény. A csúcsbetét nyúlványain átvezetett hosszú csavarokkal erősítik össze a két oldalán a könyöksínekkel, a nyúlványok illeszkednek a könyöksínek kamráiba, így kialakítva a nyomcsatornát. Az acélöntvény kopásállóságának növelése érdekében nagy mangántartalmú acélból öntik.

#### Sínekből készült keresztezés
A csúcsot két normál pályasínből alakítják ki, ahol csak az egyik képezi a csúcsot, a másik előbb befejeződik. Nagysugarú kitérők keresztezésében alkalmazták, a MÁV takarékossági okokból átlagos sugarú kitérőkben is használta az úgynevezett főcsúcs-mellékcsúcs elrendezésű keresztezési csúcsot.

#### Egybeöntött keresztezés

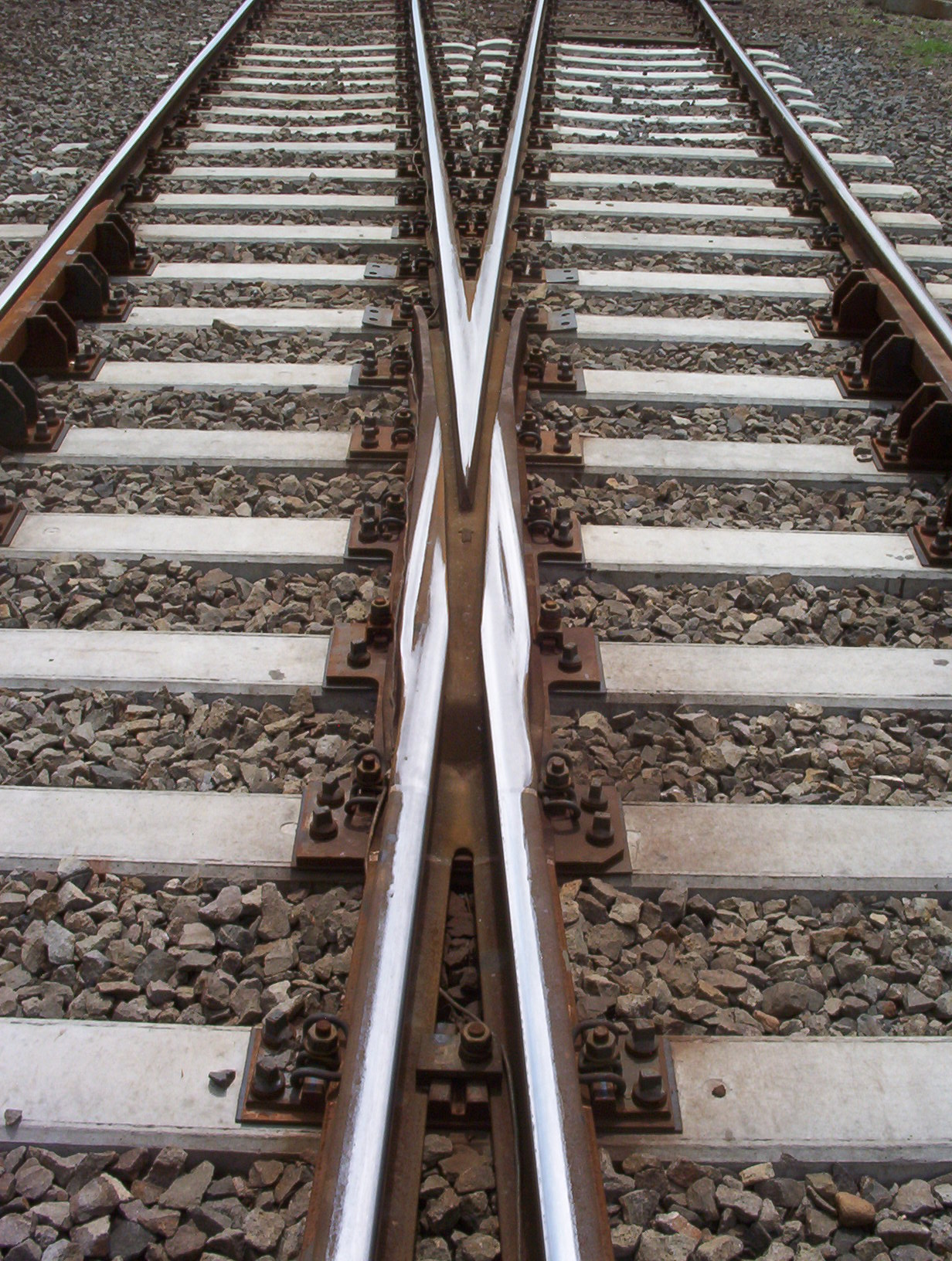
Egybeöntött keresztezési középrész B54_{XI} rendszerű kitérőben

A keresztezési csúcs a könyöksínekkel egyetlen acélöntvényt képez, amely tartalmazza a csatlakozó síneket és a kapcsolatok elemeit az aljakhoz történő leerősítéshez. A gyártási folyamata rendkívül bonyolult, azonban a kedvező tapasztalatok alapján több vasút ezt a típusú keresztezést alkalmazza.
A MÁV az egybeöntött keresztezések magas ára miatt az 54 rendszerű kitérőkben az úgynevezett hibrid keresztezést alkalmazta, amely átmenet a csúcsbetétes és az egybeöntött keresztezés között. A mangánacélból öntött csúcs a könyöksínek egy részét is magában foglalja, a csatlakozó sínek viszont csúcsszerűen illeszkednek az öntvényhez.

### Abnormális alátétlemez
A keresztezési középrész alkatrészei alatt szabványos alátétlemezek nem férnek el, ezért abnormális alátétlemezeket használnak, amelyeket hegesztéssel és egy vagy két belső bordával készítenek. Kialakításukat meghatározza a kitérő hajlása, az aljak elrendezése és száma.

### Vezetősín
Régebben a kitérők vezetősínjeit pályasínekből készítették, néhány kivételtől eltekintve napjainkban speciális vezetősín-szelvényeket alkalmaznak.

#### „I” alakú vezetősín
A korábban elterjedten alkalmazott „I” alakú vezetősín jellemzője a függőleges vezetőfelület. Egyszerű kitérők keresztezésében 20 mm-rel, kettős keresztezésekben, a hatékonyabb kerékvezetés érdekében 40 mm-rel magasabb a mellette lévő pályasín járósíkjánál. A vezetősínt tuskók közbeiktatásával a pályasínhez szerelik, így biztosítva a szabványos méretű nyomcsatornát.
A régi szabvány szerinti „I” alakú (egyes forrásokban „Z” alakúnak ismert) vezetősíneket ma már nem gyártják, helyette a hasonló kiképzésű „Rl1-49” és „Rl1-54” típusú, szintén „I” alakúnak nevezett vezetősíneket építik be.
A nyugat-európai vasutaknál még alkalmazott új típusú szelvények és a magyar vasutaknál korábban használt vezetősín között a talprészben van jelentős különbség, ezért azokat más tuskókkal kell felszerelni.

#### „U” alakú vezetősín
A hazánkban beépített korszerű kitérőkben az Nemzetközi Vasútegylet (UIC) által kifejlesztett vezetősínt alkalmazzák. Az „U” alakú vezetősínt („UIC 33” vagy másképpen „Rl1-60” típusú szelvényt) teljesen függetlenül szerelik a pályasíntől, támasztó bordája különleges alátétlemezre van felerősítve, amely általában alátámasztja a pályasínt is.

## Váltófelvágás
Váltófelvágásnak nevezzük azt a (rugós váltók kivételével) tiltott cselekményt, amikor egy gyök felől érkező vasúti jármű a váltót a kerekeivel állítja át.
A váltófelvágás folyamata úgy néz ki, hogy a közeledő jármű első kerékpárja a váltó elálló csúcssínjének nekifeszül, azt igyekszik a saját, azaz közelebbi tősínjéhez tolni, ezzel együtt azonban a simuló csúcssínt (az összekötőrúdon keresztül) is igyekszik elhúzni. Fontos: a váltófelvágás elején – nem túlkopott jármű és kitérő esetén - tehát nem a simuló csúcssín és a tősín közé feszül be a nyomkarima, hanem az elálló csúcssínt kezdi el közelebb nyomni a tősínhez. Ha a simuló csúcssín és a tősín közé feszülne be a nyomkarima, akkor a csúcssínrögzítő szerkezetet (kampózárat vagy zárnyelvet) letépné a tősínről, mivel viszont az elálló csúcssínt nyomja, az pedig az összekötőrúdon keresztül húzza a simuló csúcssínt, így a csúcssínrögzítő szerkezetet üzemszerűen kinyitva abban kár nem keletkezhet.
A váltófelvágás során, tovább figyelve az eseményeket, tehát a közeledő jármű elkezdte nyomni az elálló csúcssínt. Ezek után az eredetileg elálló csúcssínt hozzápréseli a tősínjéhez, de annak csúcssínrögzítő szerkezete - értelemszerűen - nem záródik be, hiszen nincs, ami az állítórúdon a szükséges további 50 mm-es (állító)mozgást biztosítaná ehhez.
A jármű másik nyomkarimája csak most kerül a képbe: az eredetileg simuló, immár elálló csúcssín hátlapjának – egyszerű kitérők esetén – az 5-7. aljközben nekifeszülve biztosítja az első kerékpárnak a megfelelő vezetéstávot, azaz a csúcssíneken tol még egyet. Ennek általában az a következménye, hogy – kampózáras kitérőknél – a most már simuló csúcscsín kampózárja kissé rákap a tuskóra, ám fontos, hogy az rögzítőerőt nem biztosít! Ehhez a rákapáshoz segítséget nyújt az is, hogy a váltófelvágás szükségszerűen haladó járművel történik, így biztosan fel fognak lépni dinamikai erőhatások is, melyek a csúcssín mozgási energiáját növelve biztosítják a minimális kampózódási úthossz egy részét.
Fenntartási határértéken túlkopott kerékpár vagy kitérő, illetve üzemszerű állapotban levő, de nagysugarú kitérők esetén előfordulhat, hogy a kitérő a felvágás során sérül. Mivel az üzemeltető személyzetnek (mozdonyvezetőnek, tolatásvezetőnek, váltókezelőnek, forgalmi szolgálattevőnek stb.) ezen túlkopások tényére nincs minden esetben rálátása (sőt!), ezért a kitérőt minden felvágás után be kell mérni és helyre kell állítani.
A váltófelvágás tehát súlyos, tiltott cselekmény, azt általában eltitkolni nem lehet, az avatott szemek az árulkodó nyomokat észrevehetik: az 5-7. aljközben a most már elálló csúcssín hátlapján levő, a nyomkarima háta által okozott súrlódó nyomok, hogy a vezetéstáv biztosítva legyen, a vonóvezetékes váltóállítási módnál legtöbb helyen alkalmazott Soulavy-dobon levő felvágást jelző ólomzár szakadása illetve az elektromos váltóhajtómű ellenőrző áramkörében bekövetkezett változás (pl. 0,7 A-es ellenőrző biztosító kiolvadása).
Ha a váltó le volt zárva váltózárral, akkor a felvágás tönkreteszi a váltózárat, és reteszelt váltó esetén az ellenőrző reteszt. Ezért vonatmentes időszakban az ellenőrző reteszeket és a váltózárakat feloldott állapotban kell tartani.

## Képgaléria

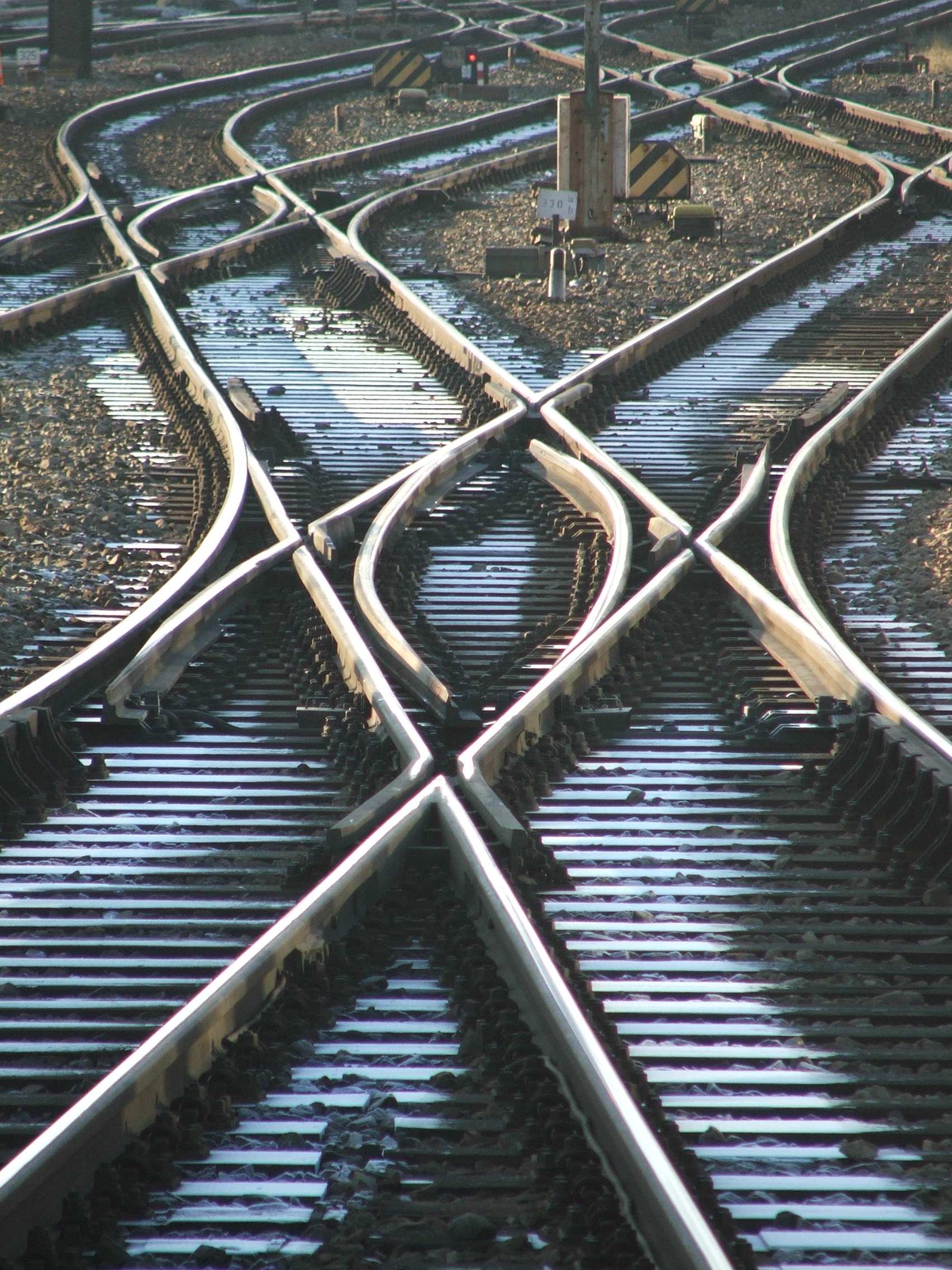
Átszelési kitérő vagy angol váltó
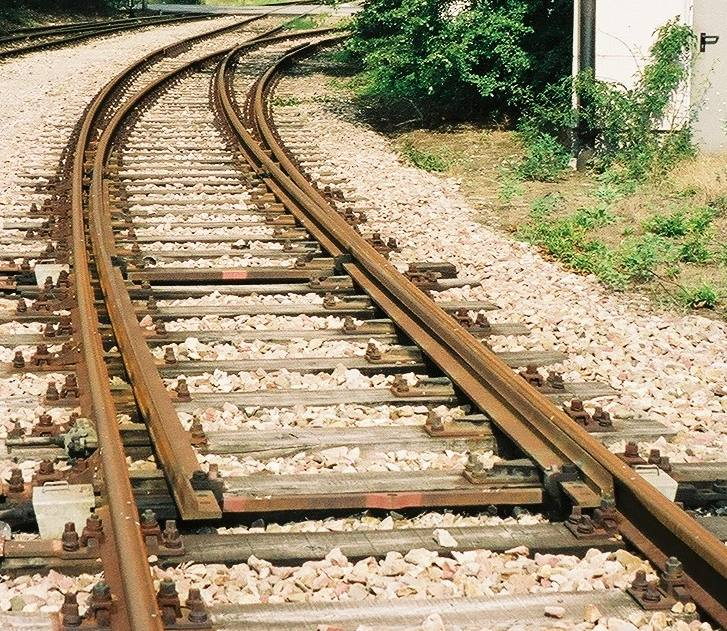
Azonos görbületű íves váltó
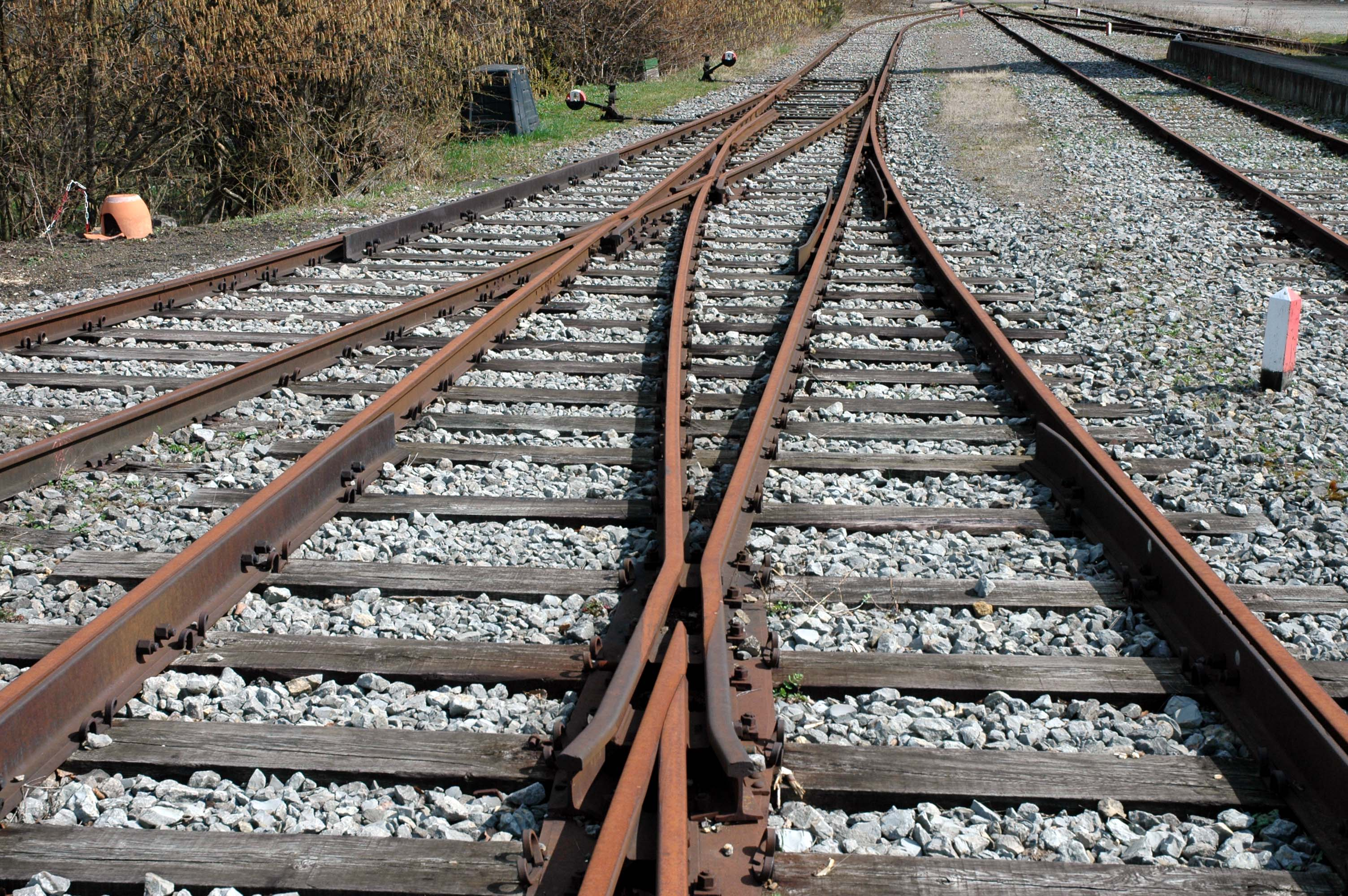
Kétoldalú összefont váltó az enzweihingeni vasútállomáson
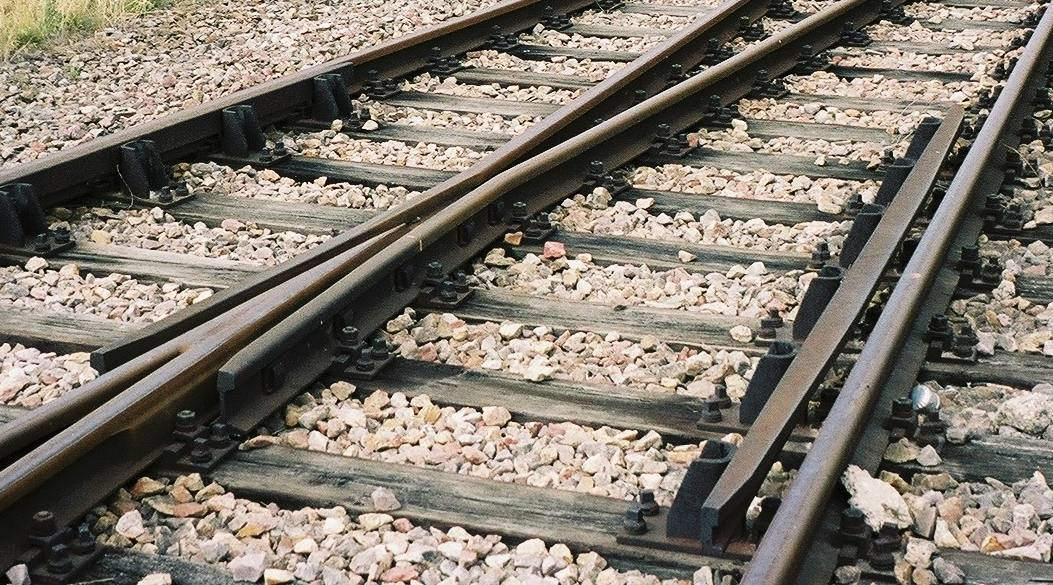
Egy váltó keresztezési része
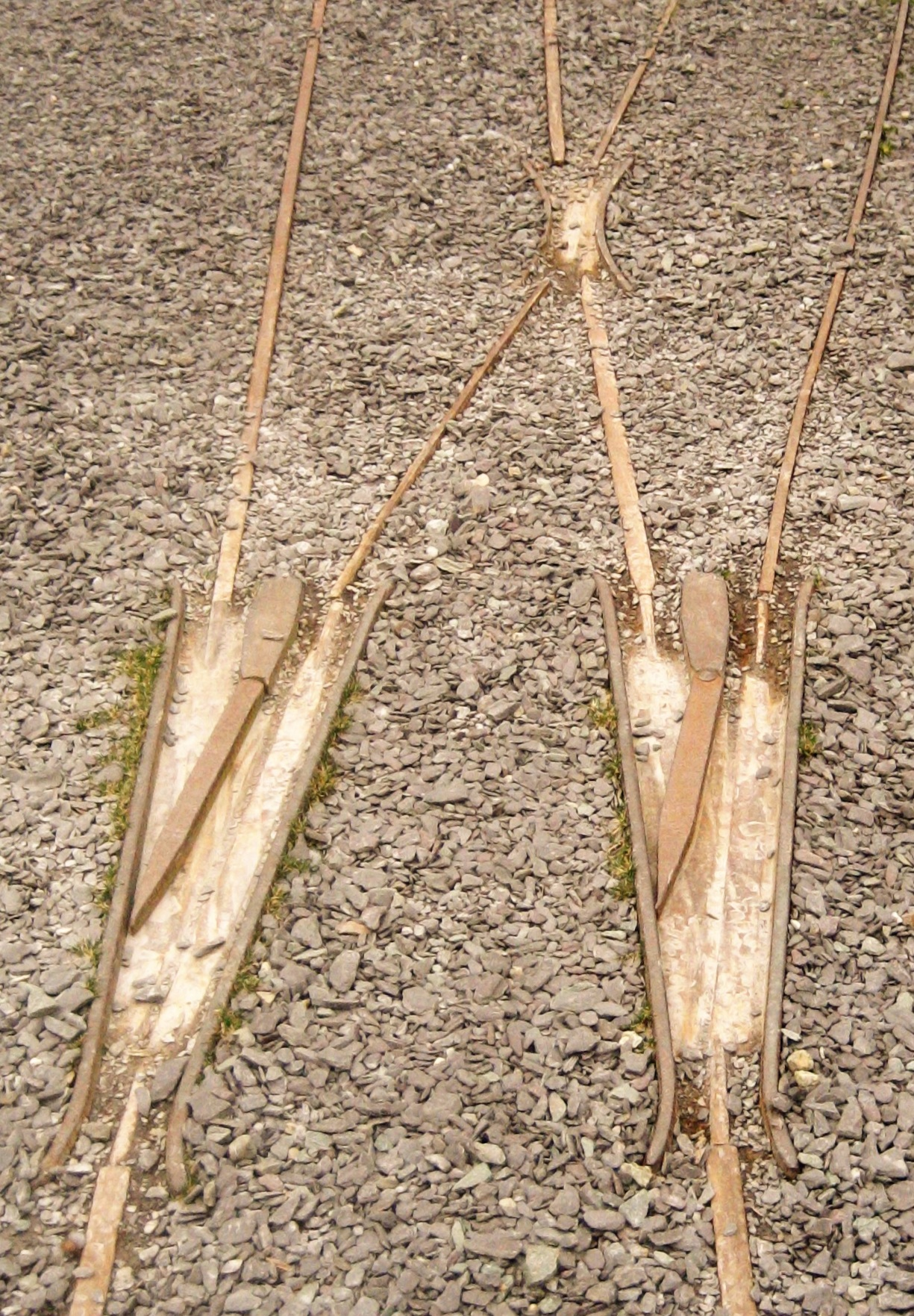
Keskeny nyomközű váltó középnyomkarimás járművek számára
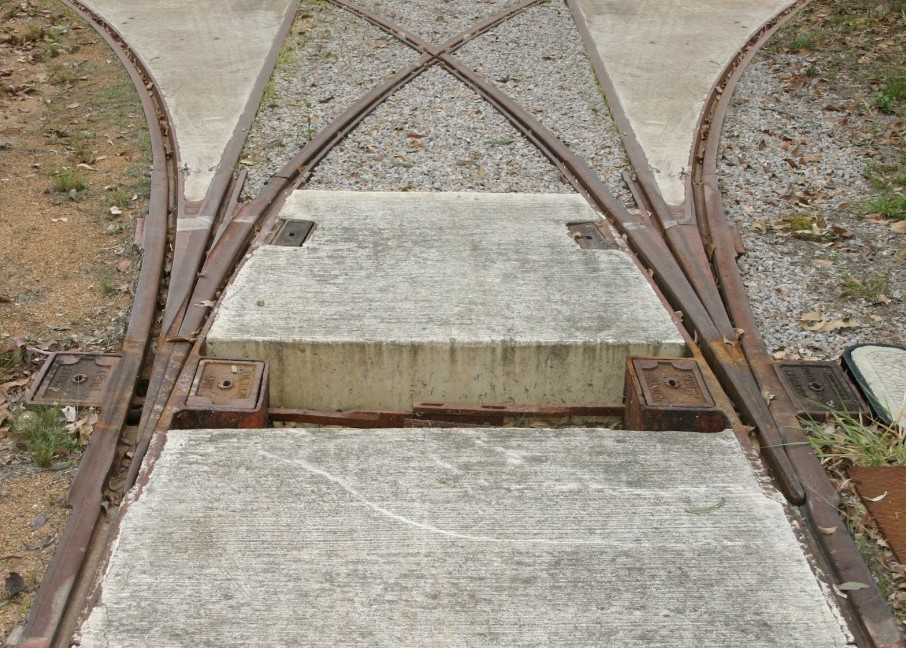
Hármas elágazású, vagy összefont váltó
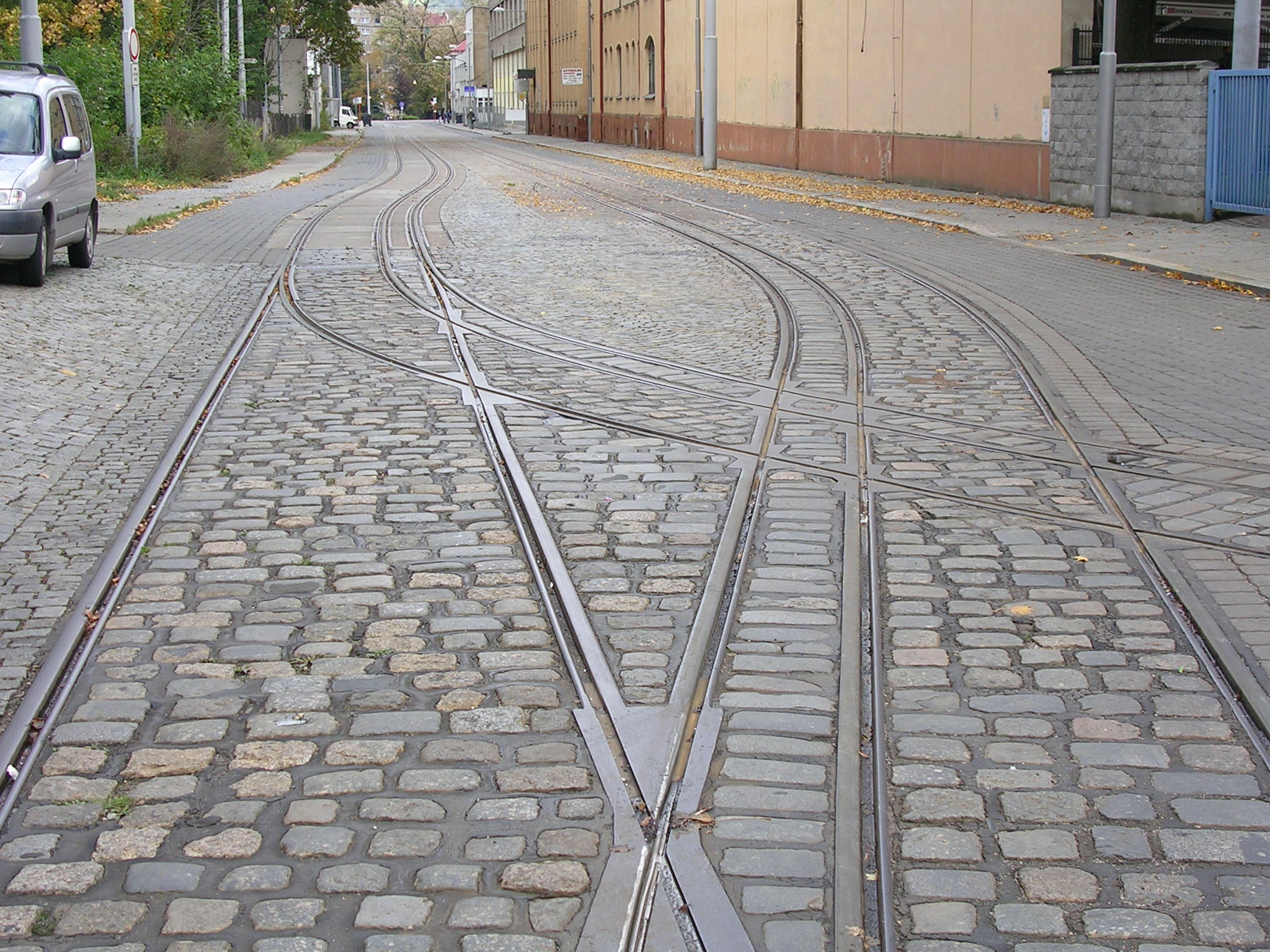
Fonódott villamospályák váltói és átszelése
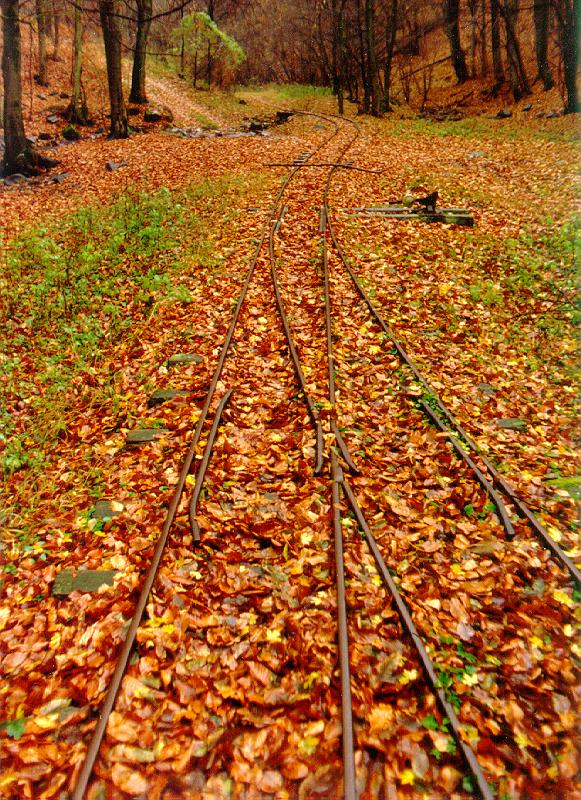
600 mm nyomtávolságú váltó a Kemencei Erdei Múzeumvasút Halyagos állomásán, 1991